# François Boucher
François Boucher, född 29 september 1703 i Paris, död 30 maj 1770 i Paris, var en fransk målare och kopparstickare. Han var ende son till målaren och konsthandlaren Nicolas Boucher.

## Biografi
Boucher var född i Paris, han var son till en mindre känd målare, Nicolas Boucher, som gav honom sin första konstnärliga träning. Vid 17 års ålder beundrades en målning av Boucher av målaren François Lemoyne. Boucher visade tidigt anlag för konstnärligt skapande och sattes i lära hos François Lemoyne, där han dock bara kvarstannade i några månader, men hann under den korta tiden ta till sig lärarens lätta och ljusa rokokostil. Lemoyne utnämnde senare till Boucher som sin lärling. Men efter bara tre månader blev han elev hos gravören Jean-François Cars (1661-1738) och började utföra etsningar efter Watteau. År 1720 mottog han Prix de Rome av Académie Royale de Peinture et de Sculpture, en konstakademi för måleri och skulptur i Paris som hade bildats 1648 genom tillstånd av Ludvig XIV. I Italien, där han tillbragte 4 år mellan 1727 och 1731 kom Boucher att studera och influeras av de italienska renässansmästarna, Titian, Tintoretto, Veronese och Tiepolo.
Boucher gifte sig med Marie-Jeanne Buzeau 1733. Paret hade tre barn tillsammans. Boucher blev lärare 1734 och hans karriär accelererade från denna tidpunkt då han blev befordrad till professor och rektor för Académie Royale de Peinture et de Sculpture. Senare blev han inspektör vid gobelängfabriken Manufacture des Gobelins (eller bara Les Gobelins, på 42 avenue des Gobelins i 13:e arrondissementet i Paris. Fabriken är mest känd för att ha levererat gobelänger till Ludvig XIV och andra senare franska monarker. Till sist blev han kunglig hovmålare åt Ludvig XV år 1765.
Återkommen till Paris blev Boucher medlem av konstakademin från 1734 med en historiemålning, Rinaldo och Armina. Han verkade även som bokillustratör och illustrerade bland annat en Molière-utgåva 1734 och Carl Gustaf Tessins Faunillane 1741. För Tessins räkning utförde han även 1740 målningen Venus triumf, nu på Nationalmuseum. Intressanta verk från den här tiden är även de teckningar med gatubilder från Paris, Cris de Paris, som stacks av bland annat kopparstickaren Le Bas 1737.
Efter Lemoynes död 1737 blev Boucher en av Frankrikes främsta rokokokonstnärer. Många av hans bilder, dels historiemålningar men även religiösa bilder, finns idag på Louvren. Hans målningar Solens uppgång och Solens nedgång (1753) finns idag i Wallace Collection i London.
På 1880-talet diskuterade den berömde parisiske konsthandlaren Ambroise Vollard med den franske konstnären och skulptören Edgar Degas angående François Bouchers konst. De två herrarna enades om att i Bouchers konst har damerna smilgropar också i stjärtarna. Boucher var den kvinnoälskande Ludvig XV:s hovmålare och han förstod kungens smak. Han valde ofta motiv ur den grekiska mytologin och de allegoriska målningarna var en förevändning för naketmåleri. Boucher målade och graverade också landskap, religiösa scener och porträtt, han var allsidig.
François Boucher blev anlitad som porträttör av kung Ludvig XV:s mäträsser, dessa var den rödhåriga Marie-Louise O'Murphy och Jeanne Antoinette Pompadour, egentligen Jeanne-Antoinette Poisson, Marquise de Pompadour (mest känd som Madame de Pompadour). Madame de Pompadour blev hans gynnare. De var också Madame de Pompadour som arrangerade att François Boucher blev anställd vid Beauvaisväverierna. Vid Bouvaisväverierna dominerade Boucher helt produktionen under en rad år.

## Liv och verk
Boucher blev 1735 tecknare vid Beauvaismanufakturen och utförde förlagor till Beauvais- och Gobelinstapeter. Jean-Honoré Fragonard var hans elev. Från 1755 blev han även efter Jean-Baptiste Oudry inspektor vid gobelängfabriken i Paris. Även Jacques-Louis David, som var en avlägsen släkting till Boucher, sägs ha varit aktuell för att bli dennes elev, men så blev inte fallet. Men David skolades av Joseph Marie Vien i en rokokotradition i Bouchers anda. Tillsammans med de samtida Hubert-François Gravelot, Charles Eisen och Charles-Nicolas Cochin är han också känd för illustrationer i böcker.
Omkring år 1740 besökte den svenske pastellmålaren Gustaf Lundberg Paris. Här i Frankrike målade han bland annat ett porträtt av den i Paris berömde målaren François Boucher, som var nära bekant med Carl Gustaf Tessin, som av honom köpte flera vackra tavlor till Nationalmuseum. Pastellmålningen var Gustaf Lundbergs fack. Den utfördes med färgkritor på papper, och bilden måste sedan skyddas av glas. Lundbergs porträtt blev mycket uppskattade i Frankrike. Porträttet härintill, som förställer François Boucher, är ett receptionsstycke av Gustaf Lundberg för konstakademien i Paris, Académie Royale de Peinture et de Sculpture, där Boucher senare blev medlem, och som presenterades den 28 januari 1741. Det är en pastell på blått papper i formatet 65 x 50 cm och det finns på Louvremuseet i Paris. År 1745 kom Lundberg tillbaka hem till Stockholm. Han mottog nu alla unga, rika och förnäma herrar, alla vackra damer i sitt konstnärshem i staden mellan broarna, här tecknar han med sina kritor bilderna av dem som då skrattade och var lyckliga.
På 1740-talet vann Boucher Madame de Pompadours ynnest och målade ett flertal porträtt av henne. Han var även hennes lärare i teckning och gravyr och utförde även dekorationsmålningar i hennes slott Bellevue, Château de Bellevue, ett lustslott, som låg mellan Paris och Versailles, och uppfördes 1748–1759 åt Madame de Pompadour. Lustslottet förstördes under den franska revolutionen 1789-1799. Genom hennes inflytande efterträdde han 1765 Charles-Amédée-Philippe van Loo som förste hovmålare hos Ludvig XV. Hans ytliga men graciösa, känsligt färglagda, frivola och oändligt fantasifulla varianter på mytologiska teman i pastoral miljö var perfekt anpassade till Ludvig XV:s smak. 
Boucher dog den 30 maj 1770 i sin födelsestad Paris. Hans namn, tillsammans med sin beskyddare Madame de Pompadour, hade blivit synonymt med den franska rokoko-stilen. Detta gjorde att Bröderna Goncourt skrev: "Boucher är en av de män som representerar smaken (sinnet, intresset) av ett århundrade, som uttrycker, personifierar och förkroppsligar det."
Boucher var associerad med ädelstensgravören Jacques Guay, som han lärde att rita. Senare gjorde Boucher en serie ritningar av verk av Guays teckningar, som Madame de Pompadour då graverade och distribuerade som en omsorgsfullt bunden volym till begåvade hovmän.   

## Uppdrag i Sverige

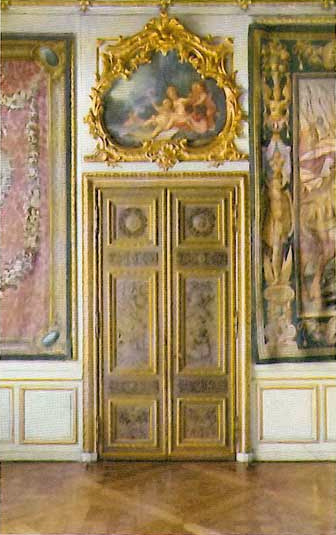
Dörröverstycket, Några lekande barn uti vattnet, i Don Quijotesalongen på Stockholms slott är målade av är François Boucher och inköpta i Paris 1745. Dörrarna är av ek och målade i guld.

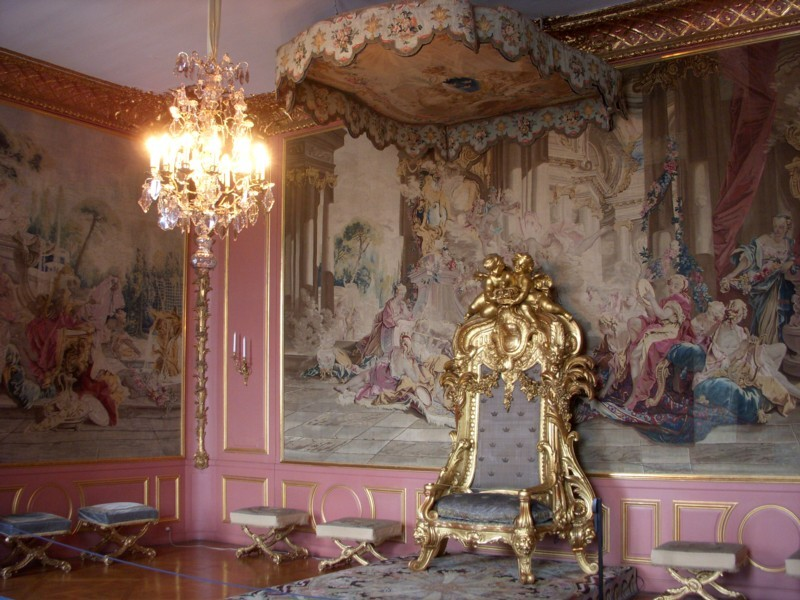
Lovisa Ulrikas audiensrum i Bernadottevåningen på Stockholms slott. Förlagorna till de vävda tapeterna med motiv från den antika kärlekssagan mellan Amor och Psyche är tecknade av François Boucher och tapeterna och även tronhimlen är vävda i Beauvais.

Bland Bouchers verk i Sverige märks även målade dörröverstycken i Stora gästvåningen vid Stockholms slott. François Boucher knöts starkt till Stockholms slott, först genom Carl Gustaf Tessin och senare genom Carl Hårleman. Men detta var endast en beställning bland många. Det har ifrågasatts om Tessins intresse för François Boucher enbart var för honom som konstnär. Man säger att svensken också var intresserad av fransmannens hustru. Tessin överöste därför målaren Boucher med beställningar. Han höll honom sysselsatt i ateljén och kunde ostört uppvakta madame Boucher.
En av beställningarna var mästerverket "Venus triumf", som 1866 flyttades från Stockholms slott till Nationalmuseum, som 1749 hade förvärvat det av Tessin. Målningen Venus triumf är huvudnumret i Tessins samling och skapades och är signerad och daterad 1740 för Tessins räkning, han hade själv förvärvat det direkt i konstnärens ateljé, såsom nämnts ovan. Det är ett av Bouchers allra främsta verk, det är en hyllning till kvinnlig fägring och av erotisk attraktion. Venus triumf är en typisk rokokomålning, som bygger både på linjernas och färgernas rytm. Konturlinjer kan knappast dras mer mjukt och vackert böljande och knappast någon har spelat mer fulländat på rokokons lätta och finstämda tonskala.
Dörröverstycket, Några lekande barn uti vattnet, i Don Quijotesalongen i Festvåningen i Stockholms slott är målade av är François Boucher och inköpta i Paris 1745. Dörröverstycket ingick i Carl Hårlemans beställning, som under sin parisvistelse 1745-1747 beställde tolv dukar. De är infällda i magnifika ramar, som är praktfullt skulpterade och förgyllda och rikt ornamenterade. Ramarna är skulpterade av ornamentsbildhuggaren Gustaf Johan Fast i samarbete med Jacques Adrien Masreliez efter Jean Eric Rehns ritningar. Dörrarna är av ek och målade i guld.
I Lovisa Ulrikas audiensrum i Bernadottevåningen i Stockholms slott tecknade François Boucher förlagorna till de vävda tapeterna, tapisserierna,  med motiv från den antika sagan om "Amor och Psyche". De exklusiva vävtapeterna, de så kallade gobelängerna, vävdes i Beauvais manufakturfabrik i Beauvais i Frankrike. Under rokokotiden var det François Boucher, som ritade förlagorna till de mest berömda tapeterna som vävdes i Beauvaisfabriken.
På direkt beställning av Carl Hårleman skapade Boucher några av Stockholms slotts praktfullaste och dyrbaraste konstverk. Adolf Fredriks audiensrum krävde något unikt och iögonfallande dyrbart. Både de vävda tapeterna och tronhimlen beställdes ursprungligen för Adolf Fredriks audiensrum. När rummet återskapades på 1960-talet placerades dessa i Lovisa Ulrikas audiensrum på Bernadottevåningen. Mellan 1745 och 1747 vävde Beauvais åt Stockholms slott fem bilder ur kärlekssagan om Amor och Psyche, till en kostnad som kom Slottsbyggnadsdeputationen att förskräckas. För Boucher passade temat för sviten perfekt. Ibland störs man av att konstnären inte har skapat verklighetstrogna bilder, utan istället scenografi, denna brist har här blivit en dygd. Berättelsen om Psyche, vars skönhet var så stor att den fördunklade kärleksgudinnans. Därför befallde Venus sin son Amor att se till att Psyche förälskade sig i någon avskräckande varelse. Men Amor själv blev betagen och förälskad och gjorde sig osynlig av någon psykologisk anledning och gifte sig med den sköna. Psyche var åtminstone till en början belåten med den make hon inte kunde se. Lovisa Ulrikas audiensrum stod färdigt till den kungliga familjens inflyttning 1754.

## Direktör för Beauvaisväverierna
Den stora perioden för Beauvais-tapisserierna började med ankomsten av Jean-Baptiste Oudry 1726 till Beauvaisfabriken. Oudry vände sig till andra artister för att komplettera de tecknade serierna som han producerade. Från Charles-Joseph Natoire-mönster vävde Beauvais en serie med motiv från Don Quijote och från François Boucher, som började 1737, vävde Beauvais en lång serie av sex sviter av tapisserivåder, totalt fyrtiofem objekt, som utgör de välkända Boucher-Beauvais-sviterna som belyser rokokostilen. För Beauvais utformade Boucher också historien om Psyche och på toppen av allt Amours des Dieux, "Guds älsklingar", levererades 1747-1749 efter målningar av Boucher med sviter över de nio ämnena, men aldrig alla ämnen i en svit, vävdes i Beauvais så sent som 1774. Efter Jean-Baptiste Oudry (1686-1755) blev Boucher verkställande direktör för tapetväveriet Beauvais. Tidigare hade Oudry målat många av kartongerna. Det sägs att Oudrys chefstid inte var lika harmonisk som Bouchers. Det väsentliga för all tapetkonst är att vävarna ges tillfälle att utveckla sin egen begåvning och att den färdiga produkten får textil karaktär. Vidare ansåg man att Oudry hade en avvikande, felaktig uppfattning, eftersom han begärde att tapeterna slaviskt skulle kopiera hans målade förlagor. Däremot var han begåvad och mångsidig som konstnär.

## Leda och svanen

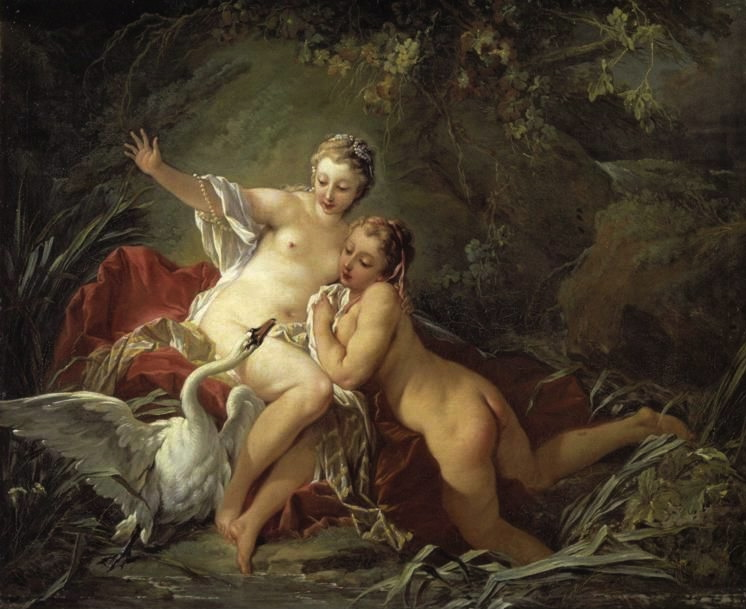
"Leda och svanen" (1743), oljemålning, Nationalmuseum.

Vi möter den franska rokokon i Bouchers "Leda och svanen" på Nationalmuseum i Stockholm i den ytliga men samtidigt eleganta och raffinerade konsten. Leda och svanen är en historia och ett ämne i  konsten från den grekiska mytologin, där guden Zeus, i form av en svan, våldtar Leda. I grekisk mytologi är Leda hustru till kung Tyndareos i Sparta.  
Tack vare Carl Gustaf Tessins konstintresse har vi ovanligt goda tillfällen att studera Bouchers konst här i Sverige. Både Venus' triumf och andra av hans bästa verk finns på Nationalmuseum. Boucher betecknar rokokomåleriets högsta mognad och fulländning. Bouchers konst pendlar mellan verklighet och fantasi. Hans konst är en hyllning till kärleken och livsglädjen och utan vemod. Bouchers värld domineras av kvinnan. En förevändning att bringa sin hyllning åt rokokons unga kvinna som i Venus' gestalt färdas fram över havet omgiven av havsgudar, sjöjungfrur och tumlande delfiner, medan små amoriner virvlar i den lätta skyn fick han inspiration av genom den antika mytologin. En konstnär har nog aldrig målat en ung kvinnogestalt mer sinnligt förälskat. I hans herdebilder är också kvinnan och kärleken  huvudmotivet. I hans herdebilder leker herdar och herdinnor ur societeten med små vita lamm i ett idylliskt Arkadien. Sinnet för det teatraliska och leken med mytologin hör rakt igenom till rokokon. Detta har sällan uttryckts med så raffinerad förfining som i Bouchers konst.

## Bilder
| - Venus triumf (1740). Nationalmuseum, Stockholm. - Madame de Pompadour (omkring 1750). Louvremuseet, Paris - Madame de Pompadour (1756). Alte Pinakothek, München. - Madame de Pompadour (1759). Wallace Collection, London. |